# Andrej Panadić
Andrej Panadić (Zagreb, 9 maart 1969) is een Kroatisch voetbaltrainer en voormalig voetballer. Panadić is de hoofdtrainer van de Kroatische eersteklasser NK Istra 1961. Daarvoor werkte Panadić bij de Kroatische voetbalbond, als scout voor het Kroatisch voetbalelftal, nadat hij samen met Mario Cvitanović in februari 2014 werd toegevoegd aan de staf van toenmalig bondscoach Niko Kovač.

## Carrière
Andrej Panadić speelde tussen 1988 en 2004 voor Croatia Zagreb, Chemnitzer FC, Uerdingen, Hamburger SV, Sturm Graz en Nagoya Grampus Eight.

### Joegoslavisch voetbalelftal
Andrej Panadić speelde drie interlands voor het Joegoslavisch nationaal elftal. Als speler van Dinamo Zagreb maakte hij zijn debuut op 20 september 1989 in de vriendschappelijke wedstrijd tegen Griekenland (3-0) in Novi Sad, net als Gordan Petrić (Partizan Belgrado) en Branko Brnović (FK Budućnost Titograd).